# يوسف بن محمد الهيل
يوسف بن محمد أحمد محمد الهيل سياسي ودبلوماسي قطري، والسفير الحالي لدولة قطر في النيبال ولد في الدوحة بتاريخ 01-09-1973م، التحق بالعمل في وزارة الخارجية بعد أن أنهى دراسته الجامعية من جامعة قطر عام 1997م، عمل في العديد من الاقسام والبعثات الدبلوماسية الامر الذي اكسبه خبرات متراكمة فحصل على عدة ترقيات إلى أن تحصّل على درجة وزير مفوّض عام 2015م، وأصبح سفير بعام عام من تاريخه.

## المؤهلات العلمية
بكالوريوس إدارة أعمال جامعة قطر عام 1996م.

### اللغات
اللغة العـربيـة (اللغة الام)، الانجليـزيـة (لغة ثانية).

## الخبرات المهنية
- عمل بإدارة الشؤون الادارية والمالية خلال الفترة من 02/08/1997 إلى 20/08/2004م .
- عمل بسفارة دولة قطر بريتوريا خلال الفترة من 21/08/2004 إلى 13/08/2008م.
- عمل بسفارة دولة قطر في الكويت خلال الفترة من 17/08/2008م إلى 20/07/2014م.
- عمل بمكتب سعادة مساعد الوزير للشؤون الخارجية خلال الفترة من 21/07/2014 إلى 20/04/2015م.
- عمل بإدارة الشؤون الإفريقية خلال الفترة من 21/04/2015م إلى 15/09/2016م.
- سفير دولة قطر لدى نيبال، اعتباراً من 19/09/2016م حتى حينه.[3]